# Zeiringbach-Zubringer
Der Zeiringbach-Zubringer ist ein zwei Kilometer langer Fluss im Ort Zeiringgraben, der das gleichnamige Tal durchfließt und in den Zeiringbach mündet.

## Nebenflüsse
|                    | Bezeichnung    | Länge (km) | Quellhöhe      | Quelle     | Mündungshöhe   | Mündung    | Höhenunterschied | Sohlgefälle |
| ------------------ | -------------- | ---------- | -------------- | ---------- | -------------- | ---------- | ---------------- | ----------- |
| Linke Nebenflüsse  | Gerinne 613992 | 2,046      | 1847,7 m ü. A. | Koordinate | 1317,7 m ü. A. | Koordinate | 534 Meter        | 26 Prozent  |
| Rechte Nebenflüsse | Gerinne 613991 | 0,867      | 1774,6 m ü. A. | Koordinate | 1477,1 m ü. A. | Koordinate | 297,5 Meter      | 23 Prozent  |